# Andrej Fištravec
Andrej Fištravec, slovenski sociolog in politik, * 18. januar 1957, Maribor.  
Marca 2013 je po protestih in odstopu župana zmagal na nadomestnih volitvah za župana Maribora, oktobra 2014 pa je svojo zmago potrdil še na rednih lokalnih volitvah. Novembra 2018 se ni uvrstil v drugi krog županskih volitev in tako končal županski mandat.

## Življenje in delo
Fištravec je diplomiral na ljubljanski Fakulteti za družbene vede in doktoriral na Filozofski fakulteti v Mariboru. Na Univerzi v Mariboru je delal kot asistent in visokošolski učitelj dokler se ni zapletel v spor s tedanjim vodstvom univerze, ki mu je odvzelo habilitacijo. Nekaj časa je bil zaposlen v mariborski enoti Zavoda za šolstvo, nazadnje pa v Inštitutu za razvoj družbene odgovornosti.
Skupaj z antropologinjo Vesno Vuk Godina sta izvedla sedem sezon Družabnega družboslovja, sicer projekta Mladinskega kulturnega centra Maribor, na katerih je nastopilo petdeset slovenskih intelektualcev.
Bil je med govorniki na protestih v Mariboru (na 2. in 3. mariborski vstaji) proti županu Francu Kanglerju, ki ga je uradna Komisija za preprečevanju korupcije obtožila korupcije.
Živi v Mariboru. Je ločen in oče dveh otrok.

## Župan Maribora

### Nadomestne volitve za župana Maribora
Nadomestnih volitev za župana Maribora se je udeležil s podporo ene izmed protestniških skupin, imenovane po istoimenskem manifestu Skupaj za Maribor, katere vidnejši člani so Vlado Novak, Tone Partljič in Boris Vezjak, uradno kandidaturo pa je vložil s pomočjo 1438 podpisov. Čeprav je bilo kar 11 kandidatov za župana, je bil izvoljen že v prvem krogu volitev 17. marca 2013 s podporo 52,69 % glasov.

### Redne lokalne volitve 2014
Na rednih lokalnih volitvah 5. oktobra 2014 je ponovno kandidiral za župana, vendar pa tokrat tudi s svojo listo za mestni svet, imenovano Lista župana Andreja Fištravca. Skupno je za župana v Mariboru kandidiralo 17 kandidatov, kar je bilo največ izmed vseh občin v Sloveniji. S prednostjo 40,83 % se je uvrstil v drugi krog z drugouvrščenim protikandidatom Francem Kanglerjem, ki je prejel 17,72 % podpore.
Medtem pa je na volitvah za mestni svet njegova neodvisna Lista župana Andreja Fištravca (LŽAF) prejela 29,79 % podporo volivcev, kar ji je prineslo 17 mandatov v 45-članskem mestnem svetu MOM. To je hkrati tudi rekordni rezultat katerekoli izmed list ali strank v zgodovini mestnega sveta MOM.
Na drugem krogu lokalnih volitev 19. oktobra 2014 je protikandidata Franca Kanglerja premagal s prednostjo 74,54 % in s tem začel svoj prvi redni mandat kot župan Mestne občine Maribor.   

### Lokalne volitve 2018
Prejel je 8,57 % glasov in osvojil tretje mesto. V drugi krog se ni uvrstil. 